# Skellerup
Skellerup est une entreprise néo-zélandaise faisant partie de l'indice NZSX50, indice principale de la bourse de Nouvelle-Zélande, le New Zealand Exchange. Fondée en 1910, elle est un des principaux producteurs de caoutchouc du pays, et est considéré localement comme une icône de la fabrication de botte en caoutchouc.